# Allouagne
Allouagne é uma comuna francesa na região administrativa de Altos da França, no departamento de Pas-de-Calais. Estende-se por uma área de 7,81 km². Em 2010 a comuna tinha 2 936 habitantes (densidade: 375,9 hab./km²).